# 1998년 한러 외교관 맞추방 사건
1998년 한러 외교관 맞추방 사건은 1998년 8월 김대중 정부의 주러시아 외교관이 러시아 정부로부터 추방된 사건이다.

## 역사

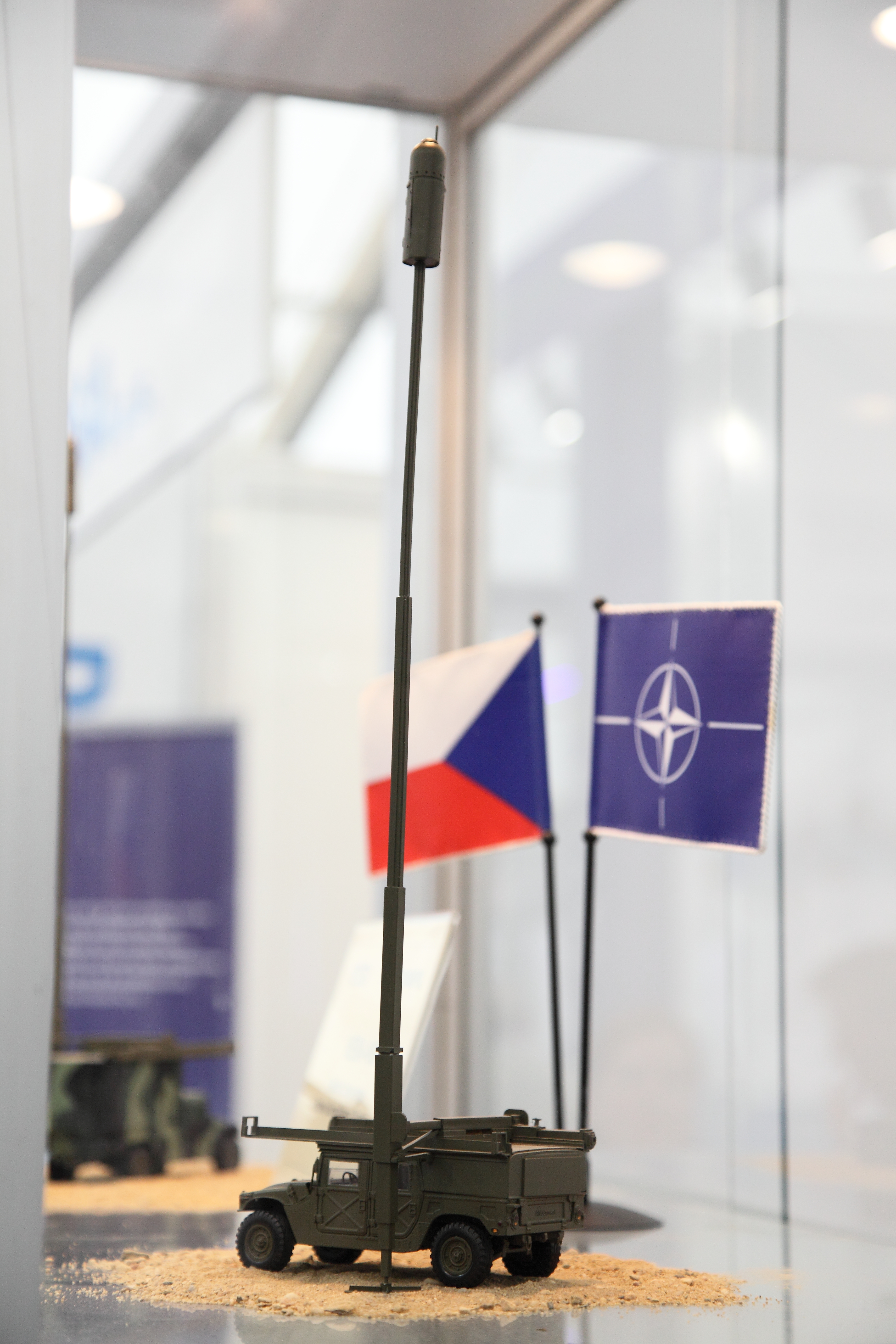
베라 레이다

구 소련의 신호정보기관(SIGMINT·Signal Intelligence)인 연방통신정보국(FAPSI)은 1987년부터 북한 황해북도 해주 인근에 한반도와 일본의 군사 동향, 미군의 활동 등을 감시하는 기지를 두었는데, 여기에 라모나 레이더도 있었던 것으로 알려졌다.
1998년 8월 31일, 북한이 대포동 1호를 발사해서 한국에 대포동 쇼크가 발생했다.  그 발사시점을 전후해서 대포동 1호를 무력화 시키는 레이더 정보입수와 관련되어 한러 외교관 맞추방 사건이 발생했다. 이때 러시아에서 추방된 조성우 참사관은 해당 기지에 관한 정보를 러시아에서 빼내려다 발각된 것으로 전해지고 있다. 라모나 레이더는 초기형 스텔스 전투기F-117는 탐지할 수 있었다고 알려졌다.
1998년 8월에 러시아 외교관 추방 등으로 인한 한러관계 문제로 인하여 외교부 장관이 경질되었고, 후임에 홍순영 전 외교부 차관이 임명되었다. 박정수 외교부 장관은 러시아의 한국 외교관 추방에 대한 대응조치로 한국에서 활동 중인 러시아 외교관을 맞추방했는데, 이것이 오히려 문제가 되었다.
2011년 9월, 김완룡 공군 연구분석평가단 교리발전과장은 월간지 《공군》에서 "러시아는 레이더 2개를 이용한 바이-스태틱 레이더 외에도 높은 스텔스 대응 능력을 가진 J-231 메트릭 웨이브 레이더와 우크라이나로부터 도입한 콜츄가 수동형 레이더를 보유하고 있다"고 밝혔다. 김 과장은 콜츄가에 대해 "패트리어트 미사일, F-22, F-117을 600km 반경 내에서 탐지할 수 있는 능력을 보유했다"고 전했다. 콜추가 패시브 레이다 참조.
- 코파츠 레이더, 체코의 1세대 패시브 레이더, 1963년 출시
- 라모나 레이더, 체코의 2세대 패시브 레이더
- 타마라 레이다, 체코의 3세대 패시브 레이더
- 베라 레이다, 체코의 4세대 패시브 레이더

## 맞추방
대한민국 정부가 러시아의 조성우 참사관 추방조치에 대응해 한국주재 러시아대사관 참사관 올레그 아브람킨을 추방하기로 결정하고 이를 러시아에 통보했다.
그러자 러시아 측은 강경 대응했다. 러시아 주재 한국 외교관 5명이 추방되었고, 그에 대한 책임으로 박정수(朴定洙) 외교부장관이 사임했다. 러시아측도 니콜라이 코발료프 FSB 부장이 물러나고 후임에 블라디미르 푸틴 현 대통령이 FSB 부장으로 임명되었다. FSB 부장은 예전에 KGB 국장으로 불렸다. 한국의 국정원장에 대응된다.
대한민국 정부가 타국의 외교관을 비우호적 인물로 규정하여 공식적으로 추방한 것은 이 사건이 처음이었다.

## 관련사건
1998년 7월, 한-러간 외교관 맞추방 사태로 번졌던 주러시아 한국대사관 참사관 조성우(趙成禹) 연행사태 당시 감독자는 국정원 이모 이사관(2급)이었다. 최종 책임자로서의 책임을 지고 대기발령을 받은 뒤 1999년 3월 직권면직처분을 받았다. 1999년 10월 6일, 이모 이사관은 국정원을 상대로 직권면직처분 취소청구소송을 서울 행정법원에 냈다. 이씨는 소장에서 "본부의 지시와 지침에 따라 조성우 참사관 사건을 처리했는데도 `업무능력부족'이라는 평가를 내린 뒤 사건 당사자인 조 참사관 보다 더 불리한 인사조치를 내린 점 등을 납득할 수 없다"고 주장했다.
2002년 12월 31일, 발렌틴 모이셰프 전 러시아 외무부 부국장(56세)이 석방되었다. 모이셰프 부국장은 1998년 주러 한국 대사관의 조성우 참사관을 만나고 귀가한 뒤 러시아 연방보안부(FSB) 요원에게 체포돼 국가기밀유출 혐의로 12년형을 선고받았으나 재심 후 4년6개월로 감형돼 복역을 마쳤다. 모이셰프 전 부국장의 집에서 5747달러를 찾아낸 FSB는 그가 돈을 받고 무기수출 관련 문건 등 국가기밀을 넘겨줬다며 기소했었다. 모이셰프 전 부국장은 1992∼94년 한국에서 근무한 러시아 외무부 내 대표적인 한국통이었다.
2003년 7월 14일, 보안당국에 간첩혐의로 체포됐다가 지난해 말 석방된 모이셰프씨(57세)는 최근 자신의 억울함을 호소하기 위해 유럽인권법원(European Court of Human Rights)에 소송을 냈으며, 석방 이후에도 당국이 자신의 기본권을 제한하고 있다며 행정소송도 제기했다고 현지언론들이 보도했다. 변호인측은 당시 그의 집에서 발견된 5747달러가 한국 정보기관에서 받은 돈이라는 사실이 입증되지 않았고, 그가 조 참사관에게 전해준 자료는 공개된 학술자료라고 반박했으나 인정되지 않았다. 러시아 외무부에서 최고의 한국통(通)이었으며 경제학박사인 모이셰프씨는 석방된 뒤 민간기업 50여곳에 이력서를 냈으나 일자리를 구하지 못하고 있다. 한국학을 전공한 그의 딸 나데쥐다(24)도 불이익을 받을까 걱정하고 있다.
김정은이 돌연 2015년 5월 9일 열리는 모스크바의 제2차 세계대전 승전 기념식 참석을 취소한 진짜 이유는 콜추가 패시브 레이다와 레이저빔무기 설계도면이 러시아의 감독 부주의로 최근 우크라이나를 통해 한국으로 유출됐기 때문으로 알려졌다. 국방과학연구소, 삼성탈레스, LIG넥스원 등 3군데 연구소에서 연구 중인데, LIG 넥스원이 국가 연구개발 과제를 받아 러시아, 인도 등의 관련분야 엔지니어들을 고용하여 가장 적극적으로 연구 중이라고 모스크바의 대북소식통들이 전했다.